# Journal of the Lepidopterists' Society
Le Journal of the Lepidopterists' Society est une revue scientifique américaine à publication trimestrielle fondée en 1947 et qui se consacre à l'étude des lépidoptères.